# Echinophthiriidae
Echinophthiriidae (лат.) — семейство вшей из подотряда Anoplura. Паразитируют на морских котиках, морских львах и речных выдрах, являясь единственными насекомыми, заражающими хозяев, ведущих водный образ жизни и одним из трёх известных примеров адаптации насекомых к морской среде.

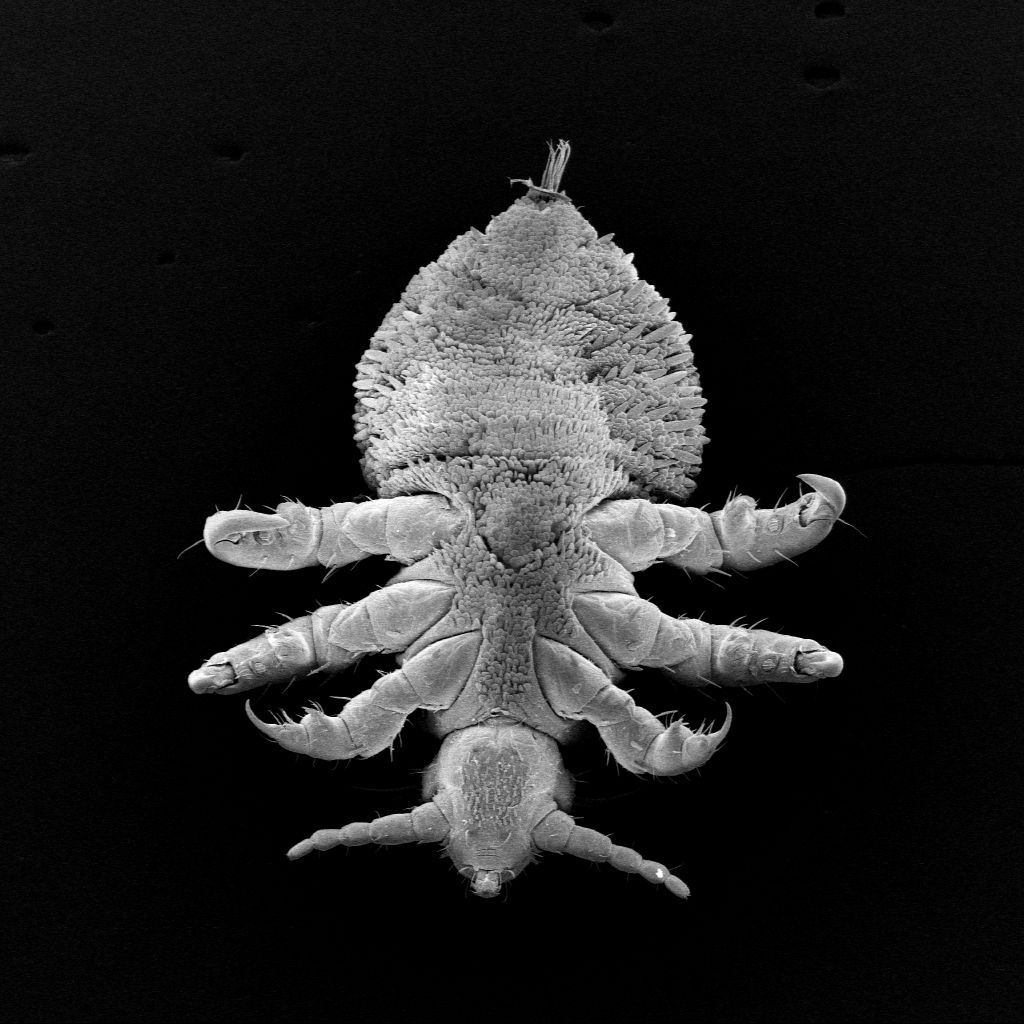
Antarctophthirus trichechi

## Описание
Паразитируют в дыхательных путях своих хозяев. Кроме того, многие морские животные, такие, как котики, имеют прослойку воздуха под водонепроницаемым слоем меха, которая защищает их от холодной воды. Живущие на них вши приспособились к жизни в преимущественно сухой, тёплой среде этого слоя. Другие млекопитающие используют для тех же целей ворвань, так что их кожа соприкасается с водой. «Их» вши приспособились к жизни в холоде и сырости.
Хетотаксия вшей этого семейства состоит из чешуек, шипов и волосков. У разных видов, входящих в семейство, она несколько отличается. Также у них разные методы откладывания яиц: одни откладывают их по одному, другие в кластерах, а некоторые прикрепляют к волосяному покрову животного-хозяина своеобразным цементом. Глаз нет. У большинства видов средняя и задняя пары ног большие, с тупыми когтями, а передняя пара меньше, но с остроконечными. Растровый электронный микроскоп позволяет увидеть, что Antarctophthirus microchir использует среднюю и заднюю пару для того, чтобы цепляться за волоски хозяина, а переднюю как сенсорный орган.
В зависимости от вида вшей и температуры, их жизненный цикл длится от 2 до 4 недель. Каждый из видов предпочитает паразитировать преимущественно на определённой части тела животного-хозяина. Например, Antarctophthirus ogmirhini обитает на задних ластах и хвосте, а Lepidophthirus macrorhini предпочитает ласты. Proechinophthirus fluctus обитает под мехом, в то время как Antarctophthirus callorhini выбирает участки открытой кожи, такие как ноздри и участки около глаз животных. Вши могут служить переносчиками или промежуточными хозяевами паразитов. Так, Echinophthirius horridus является промежуточным хозяином Dipetalonema spirocauda, нематоды, паразитирующей на обыкновенных тюленях.

## Классификация
В семейство входит 14 видов, объединённых в 5 родов. Ниже они перечислены вместе с животными, на которых паразитируют:
- Род Antarctophthirus
  - Antarctophthirus callorhini Osborn, 1899 (северные морские котики)
  - Antarctophthirus carlinii Leonardi et al., 2014 (настоящие тюлени)[8]
  - Antarctophthirus lobodontis Enderlein, 1909 (настоящие тюлени)[9]
  - Antarctophthirus mawsoni Harrison, 1937 (настоящие тюлени)[10]
  - Antarctophthirus microchir Trouessart et Neumann, 1888 (сивучи, морские львы)[11]
  - Antarctophthirus nevelskoyi Shchelkanov M., Shchelkanov E. et Moskvina, 2021 (северные морские котики)[12]
  - Antarctophthirus ogmorhini Enderlein, 1906 (настоящие тюлени)[13]
  - Antarctophthirus trichechi Boheman, 1865 (моржи)[14]
- Род Echinophthirius
  - Echinophthirius horridus Olfers, 1816 (настоящие тюлени)
- Род Latagophthirus
  - Latagophthirus rauschi Kim et Emerson, 1974 (американские выдры)[15]
- Род Lepidophthirus
  - Lepidophthirus macrorhini Enderlein, 1904 (морские слоны)
  - Lepidophthirus piriformis Blagoveshtchensky, 1966 (настоящие тюлени)
- Род Proechinophthirus
  - Proechinophthirus fluctus Ferris, 1916 (северные морские котики)[16]
  - Proechinophthirus zumpti Werneck, 1955 (южные морские котики)[17]